# Phare de Buda
Le phare de Buda est un ancien phare situé sur l'île de Buda dans la municipalité de Sant Jaume d'Enveja, dans la province de Tarragone (Catalogne) en Espagne. Il était à l'extrémité du delta de l'Èbre dans le parc naturel du delta de l'Èbre.

## Histoire
Le vieux phare de Buda a été construit en fer par John Henderson Porter à Birmingham en 1864, selon les plans de l'ingénieur et architecte espagnol Lucio del Valle. Il est resté debout près de 100 ans, mais dès 1940, la mer commence à dévorer sa base. Il est détruit par une tempête le jour de Noël 1961. Ce grand phare, qui était de 53 mètres de haut, a été construit sur un banc de sable dans un endroit désert. Les premiers phares de Buda, El Fangar et La Baña faisaient partie d'un système de trois phares construits sur pilotis pour éclairer l'embouchure de l'Èbre qui furent une solution innovante et originale pour l'époque.
Pour avoir une idée de l'apparence du phare de Buda, un modèle également en fer, construit au vingtième (5 % la hauteur du phare d'origine) a été commandé. Ce modèle a été fabriqué à Barcelone durant l'été 1867 et a été présenté à l'Exposition Universelle de Paris. Ce modèle réduit de 1867, a été conservé à l'Université Polytechnique de Madrid .
Il a été remplacé par le phare de Tortosa en 1984 qui est érigé à environ 5 km du littoral et n'est accessible qu'en bateau. De 1965 à 1984, il n'y eut aucun feu maritime dans cette zone.
|                        |
| Schéma du phare (1895) |

|                                            |
| Habitation des gardiens (maquette de 1867) |

|              |
| Localisation |

### Lien connexe
- Liste des phares d'Espagne